# Karabinek APS
Awtomat Podwodnyj Specjalnyj, APS (ros. Автомат Подводный Cпециальный, АПС) – radziecki karabin automatyczny przeznaczony do strzelań podwodnych.

## Historia konstrukcji
W latach 70. XX w. w Związku Radzieckim zaczęto rozbudowywać i unowocześniać morskie oddziały dywersyjno-rozpoznawcze złożone z płetwonurków. Jednocześnie zaczęto rozwijać złożone z płetwonurków oddziały przeznaczone do ochrony baz morskich. Równocześnie z powstawaniem nowych oddziałów trwały prace nad opracowaniem uzbrojenia i wyposażenia podwodnego.
Płetwonurków początkowo uzbrajano w karabiny AK lub AKM i noże. Karabin był przenoszony w specjalnym wodoszczelnym pojemniku i mógł być użyty dopiero na powierzchni, a więc w przypadku walki z innym płetwonurkiem jedynym uzbrojeniem pozostawał nóż. Dlatego na początku lat 70 XX w. rozpoczęto prace nad skonstruowaniem broni palnej mogącej służyć do walki podwodnej.
Pierwszą bronią opracowaną specjalnie dla płetwonurków był pistolet SPP-1 (przyjęty do uzbrojenia w 1971 roku). Nowa broń została dobrze przyjęta przez użytkowników, ale prawie natychmiast pojawiły się raporty, że jest to broń nadająca się głównie do samoobrony. Dlatego postulowano stworzenie broni ofensywnej, podwodnego odpowiednika karabinu automatycznego.
Podobnie jak w przypadku SPP-1 pierwszym etapem prac było opracowanie naboju. W zmodyfikowanej łusce naboju 5,45 × 39 mm osadzono wydłużony (~115 mm) pocisk kalibru 5,66 mm. Poza nabojem z pociskiem zwykłym MRS, opracowano pocisk smugowy MPST (ze smugą widoczną pod wodą). Po przetestowaniu naboju przyszła kolej na opracowanie broni. Zadanie to otrzymał Władimir Simonow. Zamierzenia były ambitne, nigdy przedtem nie próbowano skonstruować broni automatycznej działającej pod wodą.

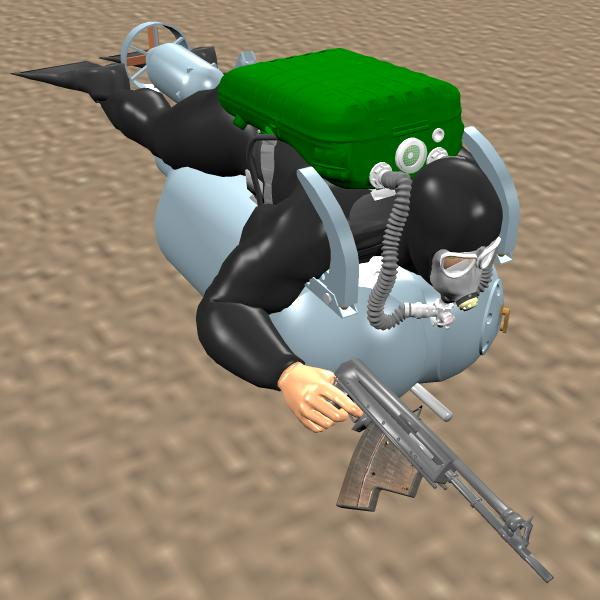
Płetwonurek uzbrojony w karabin APS, wyposażony w aparat nurkowy o obiegu zamkniętym IDA71, poruszający się za pomocą pojazdu Protej-5

Do najważniejszych problemów należało skonstruowanie układu zamek – komora zamkowa mogącego działać pod wodą. W odróżnieniu od powietrza, woda jest nieściśliwa – trzeba było opracować konstrukcję zapewniającą łatwy odpływ wody. Poradzono sobie z tym problemem, tworząc komorę zamkową bez tylnej ścianki. Ponieważ broń działała na zasadzie odprowadzania gazów prochowych, wyposażono ją w regulator gazowy z nastawami do strzelań pod wodą i na lądzie.
Karabin przyjęto do uzbrojenia w połowie lat 70. XX w. jako Автомат Подводный Специальный АПС (ros. Automat (karabin automatyczny) Podwodny Specjalny APS). Po przyjęcia broni do uzbrojenia prace nad udoskonaleniem APS trwały. Największą modernizacją było zastosowanie perforowanej rury gazowej ze specjalną osłoną rozbijającą wydobywające się pęcherzyki gazów prochowych, dzięki czemu ułatwiono celowanie i zmniejszono prawdopodobieństwo dostrzeżenia strzelającego nurka.
W 1983 roku konstruktor otrzymał za swoją konstrukcję Nagrodę Państwową.
Karabin APS od połowy lat 70. XX w. był podstawową bronią radzieckich płetwonurków. Jednak od początku do nowej broni były zastrzeżenia. O ile była to doskonała broń dla płetwonurków pilnujących radzieckich baz morskich, o tyle dla żołnierzy Specnazu, walczących zarówno na ladzie jak i pod wodą, nowa broń była mało przydatna. APS może co prawda strzelać na powietrzu, ale zasięg skuteczny nie przekracza 50 metrów, a żywotność broni spada do 180 strzałów (pod wodą wynosi 2000 strzałów). Dlatego najczęściej wyposażono ich w pistolet SPP-1 (do samoobrony pod wodą) i karabin automatyczny AK-74 (do walki na lądzie). Taki zestaw nie zadowalał komandosów i dlatego pod koniec lat 80. XX w. do uzbrojenia wprowadzono do uzbrojenia nowy karabin ASM-DT.

## Opis konstrukcji
Karabin APS jest indywidualną bronią samoczynno-samopowtarzalną, optymalizowaną do strzelania pod wodą. Zasada działania oparta odprowadzanie gazów prochowych przez boczny otwór lufy, ryglowanie przez obrót zamka. Bezpiecznik-przełącznik rodzaju ognia z tyłu lewej strony komory zamkowej. Zasilanie z magazynka o pojemności 26 naboi. Lufa gładka. Przyrządy celownicze składają się z muszki i stałego celownika (nastawa pod wodą równa ~30, na powierzchni 100 m). Kolba składana, wysuwana, wykonana z grubego drutu.